# Franz August O'Etzel
Franz August O'Etzel (Bremen, 19 de julho de 1784 — Berlim, 25 de dezembro de 1850) foi o primeiro "diretor de telégrafo do Reino da Prússia" e pioneiro na introdução do telégrafo na Alemanha. Conduziu a construção e a operação do telégrafo óptico prussiano de Berlim a Koblenz e  participou no desenvolvimento do telégrafo eletromagnético da Prússia.